# Hands Up! (film 1926)
Hands Up! è un film muto del 1926 diretto da Clarence G. Badger.
Nel 2005, è stato scelto per la conservazione nel National Film Registry della Library of Congress con la dicitura di film "culturalmente, storicamente o esteticamente significativo".

## Trama
Durante la guerra civile americana, dopo la grave sconfitta unionista del giugno del 1864 a Cold Harbor, il presidente Lincoln - sentito il parere della sua guardia del corpo Pinkerton – si convince che l'unica possibilità di salvezza per il Nord, afflitto da un pesantissimo deficit, è quella di iniettare in fretta nelle casse statali una gran quantità d'oro, come quella prodotta nella ricchissima miniera di Silas Woodstock, situata nel Nevada, agli (allora) estremi confini occidentali dei futuri Stati Uniti: per la missione viene scelto il capitano Edward Logan, che si avvia sulla lunga cavalcata verso l'ovest.
Da parte loro, anche i Confederati sono consci dell'estrema importanza delle miniere Woodstock, e vi inviano la spia conosciuta sotto il nome di Jack, per tentare di impadronirsi dell'oro, o per lo meno far sì che non giunga ai nordisti. Mentre il capitano Logan incontra Silas Woodstock sul suo tragitto, e insieme a lui e alle sue figlie Alice e Mae si reca alle miniere, nella diligenza accanto a loro trova posto anche Jack: con il suo fascino e la sua raffinatezza egli si accattiva le simpatie delle due fanciulle, che finiscono entrambe con l'innamorarsi di lui.
Ma la comitiva viene assaltata dagli indiani: mentre Logan riesce a fuggire, servirà del tempo prima che Jack, con le sue capacità istrionesche, riesca a far riguadagnare la libertà a se stesso e alla famiglia Woodstock. Silas è riconoscente  e nomina Jack suo sovrintendente alla miniera. Qui si ritrovano tutti, e svariati tentativi sono intrapresi da Logan per trasferire il carico d'oro ai nordisti, e da Jack per deviarlo verso i sudisti. Quando Jack, ormai riconosciuto come spia ha già un cappio al collo, giunge la notizia che le milizie confederate si sono arrese agli unionisti ad Appomattox, e la guerra è finita.
Jack e le ragazze, però, sono piuttosto mesti: egli ama entrambe, ed entrambe amano lui, ma, stando alle convenzioni e alle leggi, egli non può evidentemente sposarle entrambe. In quel mentre passa in carrozza un anziano conoscente dei Woodstock: egli si ferma a salutare Mae e Alice, e a fare la conoscenza di Jack, mentre presenta loro alcune delle sue mogli. Si tratta di Brigham Young, il noto presidente della chiesa dei mormoni, all'interno della quale la poligamia era abituale. Jack e le due donne, rasserenati, si dirigono verso Salt Lake City, la capitale mormone.

## Produzione
Il film fu prodotto dalla Famous Players-Lasky Corporation.

## Distribuzione
Il copyright del film, richiesto dalla Famous Players-Lasky Corp., fu registrato l'11 gennaio 1926 con il numero LP22253.
Distribuito dalla Paramount Pictures e presentato da Jesse L. Lasky e Adolph Zukor, il film uscì nelle sale cinematografiche statunitensi l'11 gennaio 1926. In Francia, venne distribuito il 5 novembre 1926 con il titolo Raymond s'en va-t-en guerre; in Finlandia, il 30 maggio 1927, come Rahat tai henki!.
Copia della pellicola viene conservata negli archivi dell'UCLA (positivo 16 mm Kodascope). Nel 2007, il film è stato distribuito in DVD dalla Grapevine Video in una versione di 70 minuti insieme al cortometraggio The Love Bug.